# ۷۹ (قمری)
۷۹ (قمری)، هفتاد و نهمین سال در گاهشماری هجری قمری است. اول محرم این سال برابر با بیست و سوم مارس سال ۶۹۸ میلادی است.